# Het Steen (zamek w Antwerpii)
Het Steen – średniowieczny zamek w Antwerpii (Belgia). Wybudowany w latach 1200–1225, jest najstarszym budynkiem w mieście.